# دزری هودلستون
دزری هودلستون (انگلیسی: Deserie Huddleston؛ زادهٔ ۱۱ سپتامبر ۱۹۶۰) تیرانداز زن اهل استرالیا است.